# Leucochlaena trinota
Leucochlaena trinota är en fjärilsart som beskrevs av Herrich-Schäffer 1854. Leucochlaena trinota ingår i släktet Leucochlaena och familjen nattflyn. Inga underarter finns listade i Catalogue of Life.